# Sort havemyre
Sort havemyre (Lasius niger) er den almindeligste myreart i Danmark. Den ses ofte nær (eller i) menneskers boliger og er derfor kendt af alle.

## Udseende
Arbejdere måler 3-5 mm og er kendetegnet ved deres sortbrune farve og lyse ben. De har ligeledes en tæt behåring. Det første kuld arbejdere (nanitics) er noget mindre end de kommende generationer. Arbejderne vil, i takt med at kolonien bliver ældre, blive større.
Dronningen måler 6-9 mm og er en anelse mørkere i farven end arbejderne. Før dronningen er blevet befrugtet, bærer hun klare vinger. Dronningen er desuden bredere end arbejderne og kendetegnes ved dens store vingemuskler og brede gaster.
Hanner måler 3,5-4,5 mm og har en meget mørkebrun farve. De ligner ikke hverken arbejdere eller dronninger, men er i stedet noget slankere.

## Økologisk niche
De foretrukne levesteder er heder, moser, skovbryn, og skråninger langs veje. På steder, hvor der er for fugtigt eller hvor vegetationen skygger for meget, anlægger sort havemyre kuplede tuer, der hæver sig over terrænet. Derfor kan denne art findes snart sagt overalt, selv på steder hvor menneskers aktivitet forstyrrer dens tilværelse.

## Fødegrundlag
Sort havemyre lever først og fremmest af honningdug, der bruges som myrernes energikilde. Til larvernes opbygning af protein indsamler sort havemyre store mængder af små insekter og larver. Behovet for sukker som energiforsyning fører til, at myrerne finder og bruger af de sukkerrige fødevarer, mennesker opbevarer: frugt, marmelade, saft, slik osv.

## Livscyklus
Myrerne er aktive i en kort tid fra sent forår til tidligt efterår. I løbet af den periode producerer de store mængder yngel, og i juli-august sendes de kønsmodne dronninger og droner ud på parringsflugt. Hannerne dør umiddelbart efter parringen, men dronningerne lander sikkert og river deres egne vinger af. De skjuler sig hurtigt under sten eller på andre egnede steder, men kun få af dem når frem til at stifte et nyt bo. I flere tilfælde lykkes det arbejdere at indfange en ung dronning og ved fælles hjælp kan det lykkes dem at stable et samfund på benene.
- Dronning med vinger
- Dronning uden vinger